# 多景島
35°17′47″N 136°10′41″E / 35.29639°N 136.17806°E

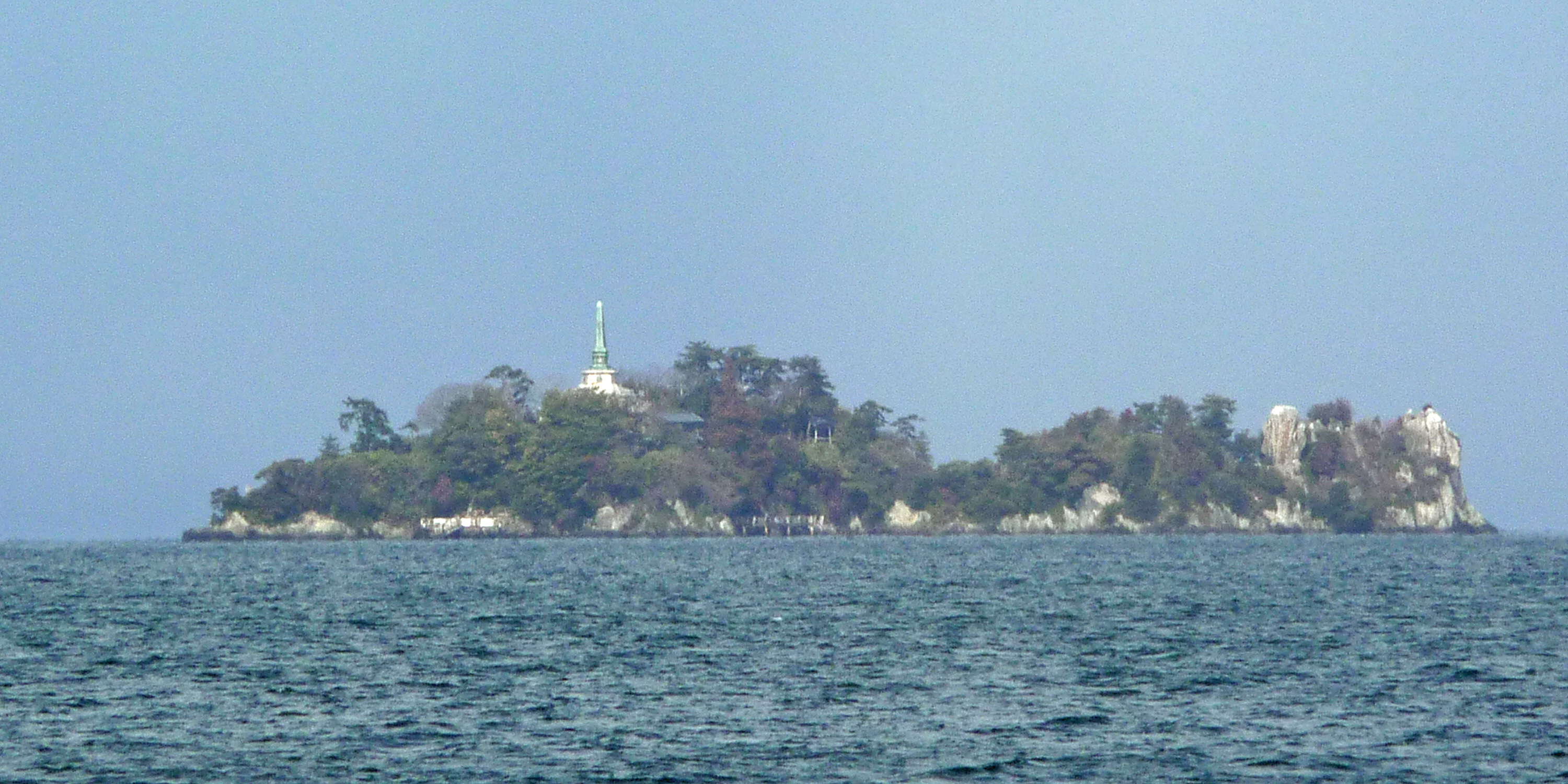
琵琶湖汽船上拍攝的多景島

多景島（たけしま／たけいしま），琵琶湖的無人島。亦有訓讀成竹岛或武岛。是琵琶湖国定公園第1種特别地域。該島地址是滋賀縣彦根市八坂町。 

## 概要
最初，因为岛上有许多自然生长的竹子，而称为“竹岛”。江户时代，自荒神山搬运土壤與植林。樹林長成後，從不同方位眺望島，能看見多种不同的景色，因此又称为多景岛。 
該島，由花岗岩构成，位于滋贺县彦根市八坂町海岸附近。 1655年（在明曆元年），長濱妙法寺僧慈雲院日請上人在島上建立日莲宗見塔寺。岛上的見塔寺遗址，由島對岸的見塔寺别院（彦根市柳川町）管理。

## 史跡
- 刻有的石碑：傳說櫻田門外之變時，石頭上滲出血。[5][6]

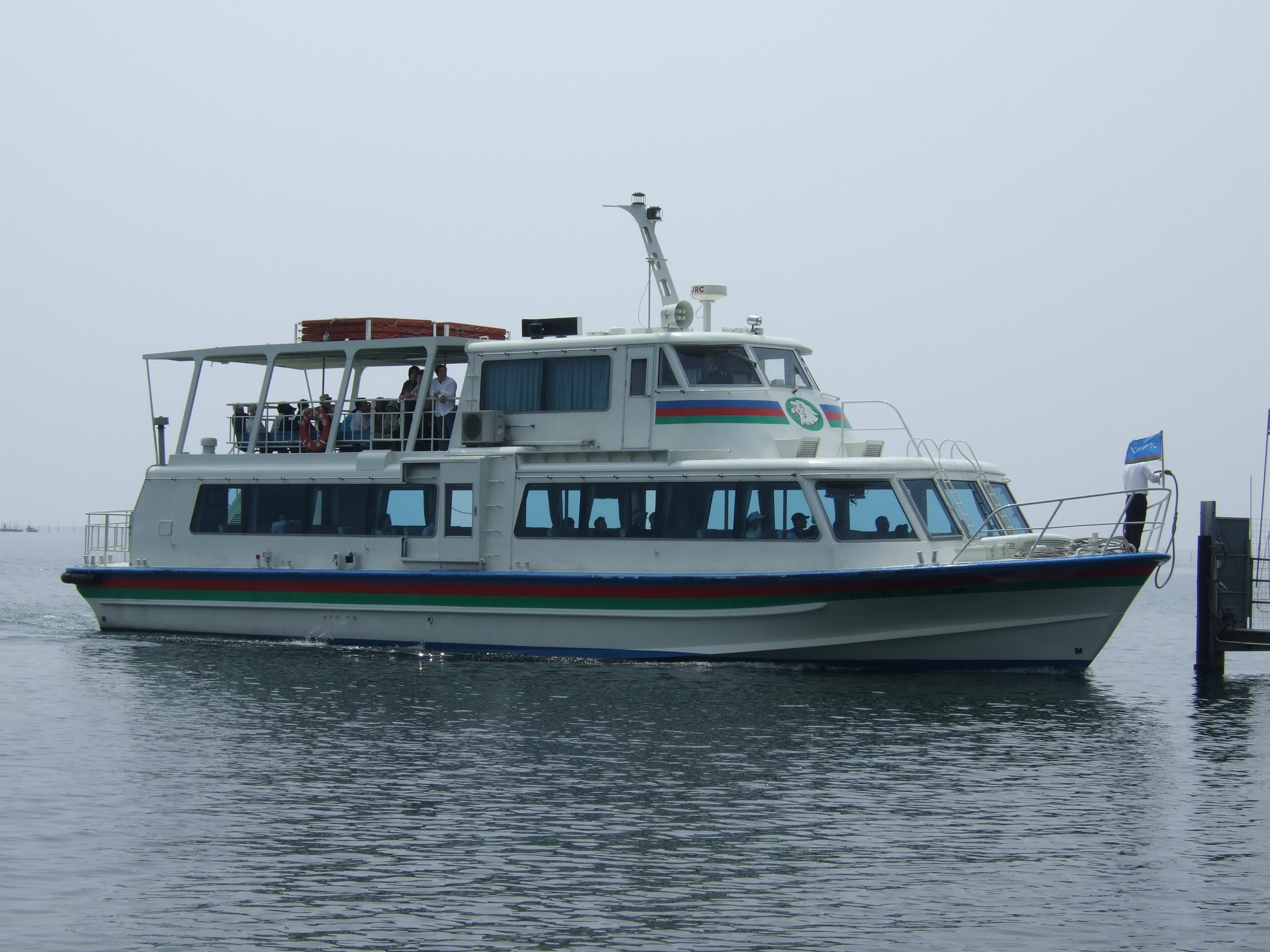
往來多景島的遊輪。由營運。

- 誓之御柱：五條御誓文的紀念碑[7]
- 釋迦斷食行像[8]
- 日蓮上人像[6]
- 石造七重層塔[6]

## 脚注
1. ↑  .   [2021-11-09]. （原始内容存档于2011-03-14）.
2. ↑  彦根市観光ガイド 多景島[]
3. ↑  .   [2021-11-09]. （原始内容存档于2016-03-04）.
4. ↑  . gooタウンページ.   [2021-11-09]. （原始内容存档于2021-11-09） （日语）.
5. ↑  . sazanami217.blog.fc2.com.   [2021-11-09]. （原始内容存档于2021-11-09）.
6. 1 2 3  . オーミマリン.   [2021-11-09]. （原始内容存档于2021-12-20） （日语）.
7. ↑  滋賀県文化財保護協会. .   [2021-11-09]. （原始内容存档于2021-11-09） （日语）.
8. ↑  .   [2021-11-09]. （原始内容存档于2016-05-06）.

## 相关條目
- 竹生岛